# Szent László Napok
A Szent László Napokat Nagyváradon szervezik meg 2013 óta, minden év júniusának második felében, városalapító lovagkirályunk ünnepe (június 27.) környékén tartalmas kikapcsolódási, szórakozási lehetőséget biztosítva a térség magyarságának. A kulturális és családbarát fesztivált az értékőrzés és a hagyománytisztelet határozza meg – mindezt felszabadult, fesztiváli környezetben.
A több partnerrel és támogatóval vállvetve tető alá hozott, egyhetes rendezvénysorozat mára a térség magyarságának egyik legnagyobb nyári kulturális fesztiváljává nőtte ki magát.

## Eredet
A Szent László Napok története 2013-ban kezdődött, és vált az évek folyamán a térség meghatározó kulturális fesztiváljává. A szervezői feladatokat a Szent László Egyesület vállalta fel. A fesztivál rendezvény- és programszervezése a kezdetektől önkéntes alapon működik, a programokra 98%-ban ingyenes a belépés.
A Szent László Napok megalapításakor a szervezők több pontban határozták meg a rendezvény küldetését, ezek többek között: városalapító lovagkirályunk előtti tisztelgés; történelmi jelentőségének tudatosítása a Nagyváradon élő román lakosság körében; egy olyan márkanév felépítése a nagyváradi vár, illetve Szent László alakja köré, amely a város turizmusában is hasznosítható; hagyományaink őrzése és ápolása; a polgári értékrend népszerűsítése; a Nagyváradról elszármazott magyarok közösségépítő hatású találkozójának megszervezése; a történelmi Bihar vármegye magyarságának összefogása a határok fölötti nemzetegyesítés jegyében, kapcsolatteremtés határon belüli és kívüli városokkal, településekkel; Nagyvárad kulturálishíd-szerepének és nem utolsósorban a civil öntudat és az egészséges helyi lokálpatriotizmus erősítése.
A rendezvénysorozat ugyanakkor segíti a magyar identitás presztízsének növelését, felvillant egy olyan világot, amelyben az egymás mellett élő közösségek és kultúrák nem alárendelt viszonyban vannak egymással.

## Célkitűzések
Tartalmas kikapcsolódási, szórakozási lehetőséget kínálni úgy, hogy közben fejet hajtunk városalapító lovagkirályunk előtt – ez volt az eredeti elképzelés a Szent László Napok megszervezésével, és a koncepció azóta sem változott. Szent László személye 2017-ben még erősebb kapocs volt az események között, hiszen szent királyunk trónra lépésének 940., szentté avatásának 825. évfordulója alkalmából a magyar Miniszterelnökség Nemzetpolitikai Államtitkársága Szent László évének nyilvánította az évet. 
Nagyvárad és a környék magyarságának (határon innen és túl) megszólítása mellett a rendezvény programjai révén minden évben hazavárja a Szent László városából elszármazottakat, és erős családbarát jellege is van, hiszen programok sorával készülnek a legkisebbek számára is.
Egy olyan kulturális fesztivál megszervezése volt a cél, amelyre a váradiak méltán büszkék, ahol a szórakozás tartalommal párosul, és amely nyitottsága révén segíti a nemzetek közötti közeledést is, ezért a szervezők hangsúlyt fektetnek a román közösség megszólítására is.

## Történet
Az első Szent László Napok központi helyszíne 2013-ban, június 28–30. között a nagyváradi Rhédey-kert volt. A programokat a Szent László Egyesület, továbbá tizenegy társszervező és tizenhét partnerszervezet állította össze, a helyiek mellett már ekkor érkeztek résztvevők a határon túlról, valamint Erdély más városaiból is.
2014-ben négynaposra bővült a program, és több figyelemfelkeltő akció is volt a rendezvényt megelőzően: fontos szerepet kapott az önkéntesség népszerűsítése, a környezetvédelem, a szociális misszió, a hagyományápolás, a hungarikumok seregszemléje. „Reményeink szerint a következtetések levonásával és a tavalyi tapasztalatokkal a hátunk mögött sikerül idén egy még színvonalasabb, még több embert megmozdító, együttlétre késztető rendezvényt szervezni.”
Továbbra is a színvonalas programok biztosítása a feladatunk” – fogalmaztak ekkor a szervezők közleményükben.
2015 fordulópontot jelent a fesztivál történetében, a városalapító lovagkirály egykori sírhelyéül szolgáló, újjáépítés alatt álló várba költözött ugyanis a rendezvény. Zatykó Gyula, a programsorozat főszervezője várkapitányhoz illő bejelentéssel adta meg az alaphangot a fesztivál nyitórendezvényén: „Jelentem, a várat meghódítottuk! Veszteségeink nincsenek, sőt, úgy tűnik, egyre többen vagyunk”. Azonban nemcsak a résztvevők, hanem a programok sora is folyamatosan bővült, így 2017-ben már „királyi hét” zajlott a váradi várban június 19–25. között, előadásokkal és könyvbemutatókkal, a fesztiválzáró hétvégén gyermekprogramokkal, elszármazottak találkozójával, kézművesvásárral, össznépi örömfőzéssel, sok humorral, látványos bemutatókkal, és természetesen a neves meghívottak által tartott koncertekkel.A hagyomány pedig folytatódott 2018-ban is, amikor június 18. és 24. között ismét több tízezren tettek eleget a szervezők meghívásának: mindenkit vár a nagyváradi vár!

## Programok
A Szent László Napok programjai a következő műfajokba sorolhatók: komoly (historikus) és könnyűzenei koncertek, hagyományőrző programok, színházi és operett előadások, irodalmi és történelmi témájú események, könyvbemutató, képzőművészeti kiállítások, gasztronómiai kóstolók, konferenciák, sport programok, gyermek és ifjúsági programok, kézművesvásár, illetve 2018-ban először került megszervezésre a fogathajtó verseny, melyre 18 fogathajtó regisztrált Partiumból és Magyarországról.

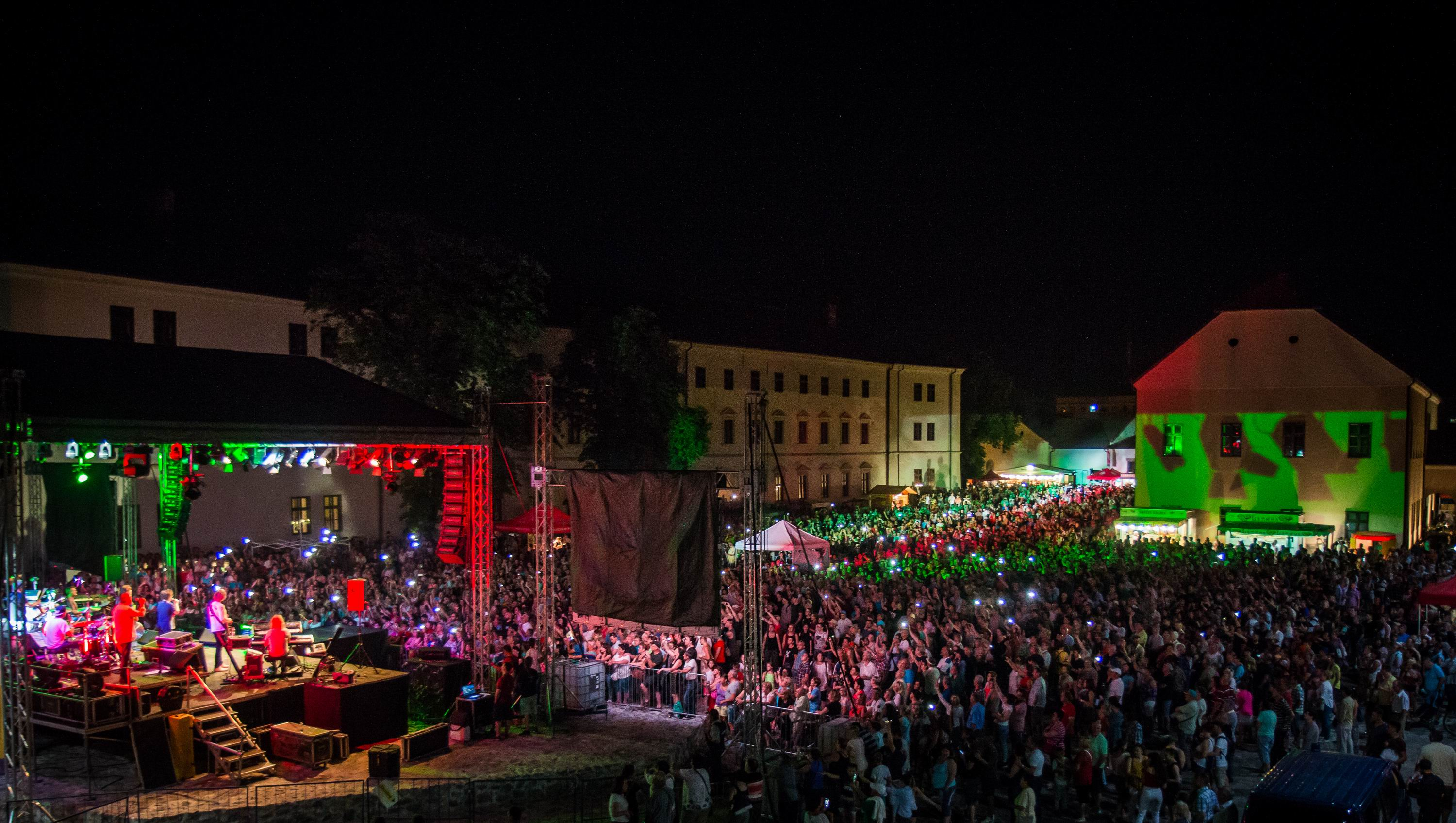
Szent László Napok 2018 - Koncert a nagyváradi várban

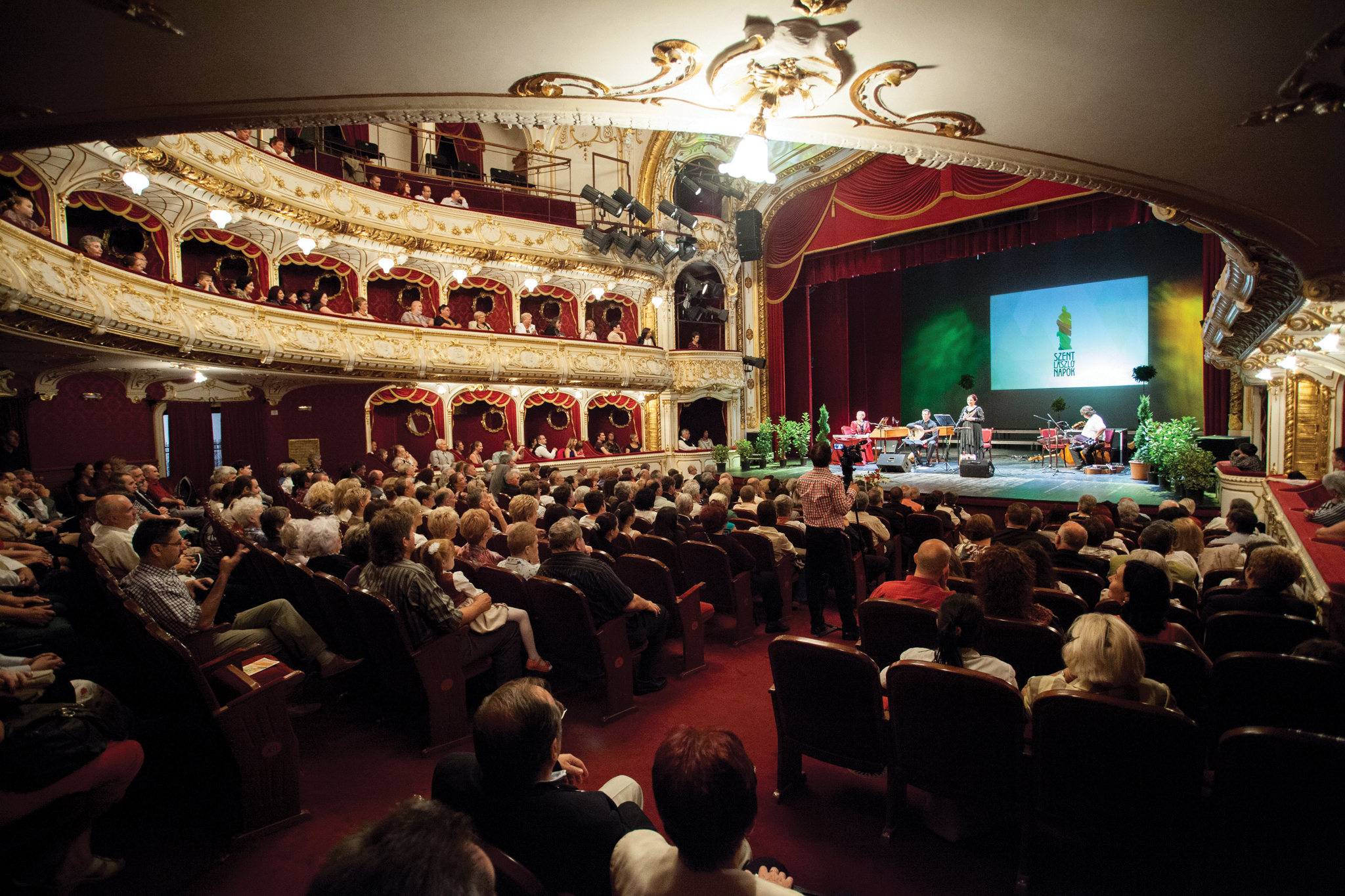
Szent László Napok 2018 - Előadás a nagyváradi Szigligeti Színházban

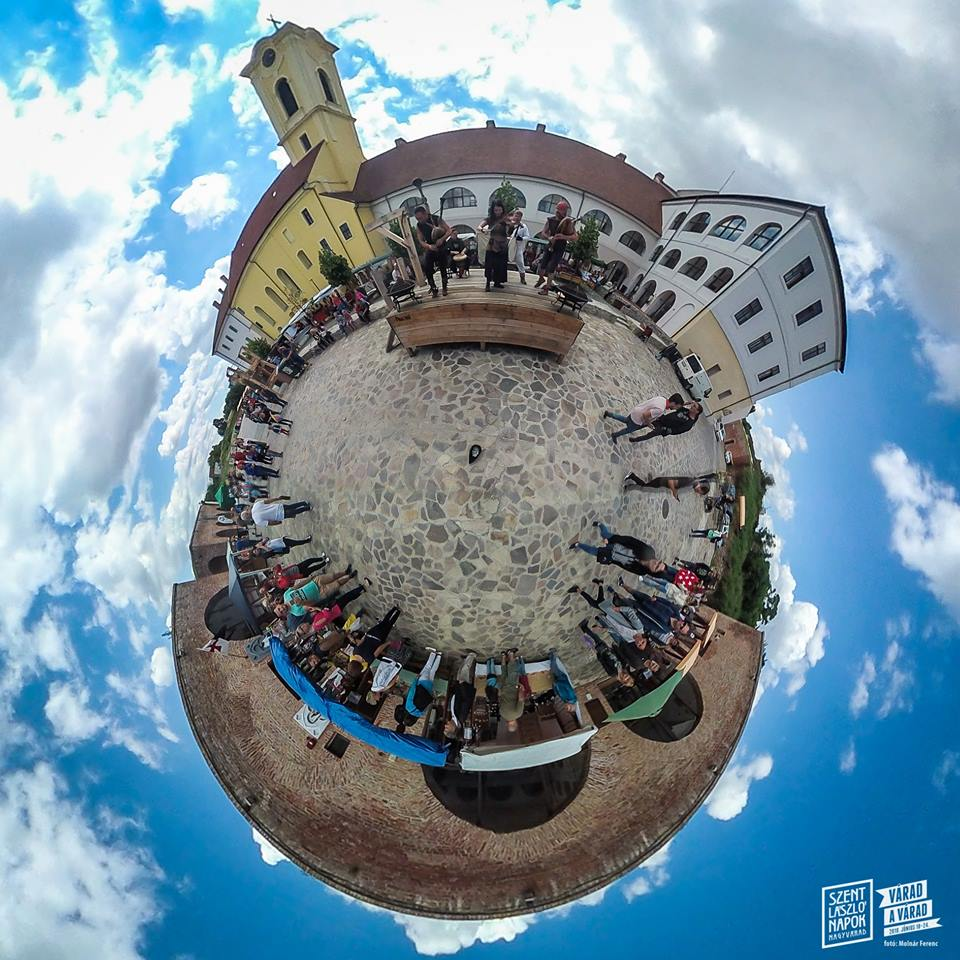
Szent László Napok 2018

## Jelmondatok
- 2015: Várat hódítunk
- 2016: Visszavár a vár!
- 2017: Királyi hét
- 2018: Várad a várad
- 2019: Várad összeköt